# Det perfekta alibit
Det perfekta alibit (engelska: Two-Way Stretch) är en brittisk komedifilm från 1960 i regi av Robert Day.

## Handling
Tre fångar planerar att rymma från fängelset, utföra ett rån och sedan bryta sig in i fängelset igen och därigenom skaffa det perfekta alibit.

## Rollista i urval
- Peter Sellers - "Dodger" Lane
- David Lodge - "Jelly" Knight
- Bernard Cribbins - Lennie "the Dip" Price
- Wilfrid Hyde-White - "Soapy" Stevens
- Maurice Denham - fängelsedirektör Bennett
- Lionel Jeffries - vaktchef Crout
- Irene Handl - mrs Price
- Liz Fraser - Ethel
- George Woodbridge - vaktchef Jenkins
- Cyril Chamberlain - fängelsevakt